# Forcelles-Saint-Gorgon
Forcelles-Saint-Gorgon is een gemeente in het Franse departement Meurthe-et-Moselle (regio Grand Est) en telt 143 inwoners (1999). De plaats maakt deel uit van het arrondissement Nancy.

## Geografie
De oppervlakte van Forcelles-Saint-Gorgon bedraagt 5,3 km², de bevolkingsdichtheid is 27,0 inwoners per km².
De onderstaande kaart toont de ligging van Forcelles-Saint-Gorgon met de belangrijkste infrastructuur en aangrenzende gemeenten.

## Demografie
De figuur toont het verloop van het inwonertal (bron: INSEE-tellingen).